# Dwe mogili
Dwe mogili (bułg. Две могили) – miasto w północnej Bułgarii, w obwodzie Ruse. Siedziba administracyjna gminy Dwe mogili. Dwe mogili znajdują się 32 km od miasta Ruse.
W mieście znajduje się muzeum Filipa Totju, który spędził ostatnie lata swojego życia w Dwe mogili. Niedaleko miejscowości znajduje się jaskinia Orłowa czuka.
W mieście działa klub piłkarski FK Dwe mogili.

## Miasta partnerskie
- Bielsk Podlaski